# Klaus Lenk
Klaus Lenk (* 1940 in Frankfurt am Main) ist ein deutscher Verwaltungswissenschaftler mit Schwerpunkten auf Verwaltungsinformatik, Public Management und die gesellschaftlichen Wirkungen der Informationstechnik.

## Karriere
Lenk studierte Rechtswissenschaft an den Universitäten Heidelberg und München. 1969 promovierte er zum Völkerrecht mit der Dissertation „Beiträge der italienischen Rechtswissenschaft zur Entwicklung der Völkerrechtsdoktrin seit 1945“ an der Universität Heidelberg.
Anschließend arbeitete er am „Directorate for Scientific Affairs“ der OECD in Paris und als Akademischer Rat am Fachbereich Rechtswissenschaft der Johann Wolfgang Goethe-Universität Frankfurt am Main. Im Jahr 1975 berief ihn die Carl von Ossietzky Universität Oldenburg zum ordentlichen Professor für Verwaltungswissenschaft, wo er nach 30-jährigem Wirken im Jahr 2005 emeritiert wurde.
Forschungsaufenthalte führten ihn unter anderem 1993/94 an das Netherlands Institute for Advanced Study, 1995 an die Erasmus-Universität Rotterdam und 2002 an die University of Edinburgh. Von 2006 bis 2010 baute er als Gastprofessor an der österreichischen Donau-Universität Krems den weiterbildenden Masterstudiengang Executive Master of Public Administration mit auf.
2012 erhielt er „für seinen Einsatz für eine zukunftsfähige öffentliche Verwaltung“ das Verdienstkreuz 1. Klasse des Verdienstordens der Bundesrepublik Deutschland.

## Mitgliedschaften
Lenk ist Mitglied oder Fellow der Deutschen Sektion des Internationalen Instituts für Verwaltungswissenschaften, des Netherlands Institute for Advanced Study, der Gesellschaft für Informatik, dem ehemaligen Hochschulkolleg E-Government der Alcatel-Lucent Stiftung für Kommunikationsforschung an der Universität Stuttgart und seit 2016 der Leibniz-Sozietät der Wissenschaften zu Berlin.
Er hat 2001 das Potsdam eGovernment Competence Center mitgegründet.
In der Gesellschaft für Informatik war er 1998 bis 2003 Sprecher des Fachausschusses Verwaltungsinformatik und koordinierte die Erstellung des Memorandums „Electronic Government als Schlüssel zur Modernisierung von Staat und Verwaltung“ des Gemeinsamen Arbeitskreises des Fachausschusses Verwaltungsinformatik der Gesellschaft für Informatik e.V. und des Fachbereichs 1 der Informationstechnischen Gesellschaft im VDE.
Er war Mitglied des Beirats beim Bundesministerium für Wirtschaft und Arbeit für die Projekte Media@Komm (1999 bis 2003) sowie Media@Komm-Transfer (2004 bis zu seinem Rücktritt 2005) und zum Forschungsprogramm WissenMedia.
2013 hat er das Nationale E-Government Kompetenzzentrum mitgegründet und war bis 2015 Vorstandsmitglied.

## Ausgewählte Werke
- Hrsg. zusammen mit Jörg Pohle: Der Weg in die "Digitalisierung" der Gesellschaft. Was können wir aus der Geschichte der Informatik lernen? Metropolis-Verlag, Marburg 2021, ISBN 978-3-7316-1461-6.
- Verwaltungsinformatik: Leitbilder und Narrative der Technisierung des Regierens und Verwaltens. In: Jörg Pohle, Klaus Lenk (Hrsg.): Der Weg in die "Digitalisierung" der Gesellschaft. Was können wir aus der Geschichte der Informatik lernen? Metropolis-Verlag, Marburg 2021, ISBN 978-3-7316-1461-6, S. 373–402.
- Transformationen der Daseinsvorsorge – Service Public für eine lebenswerte Welt. In: Henning Lühr (Hrsg.): Digitale Daseinsvorsorge. Bremer Gespräche zur digitalen Staatskunst 2020. Bremen: Klaus Kellner Verlag, 2020, S. 104–112.
- Multirationalität in der Verwaltung – eine Herausforderung für Führung und Management. In: Barthel, Christian (Hrsg.): Managementmoden in der Verwaltung. Wiesbaden: Springer Gabler, 2020, S. 187–198.
- Verwaltungsinformatik in der Zeit nach dem E-Government. Verwaltung & Management 24, Heft 5 (2018), S. 217–225.
- Verwaltungswissenschaft als Transdisziplin – Perspektiven für die Sicherheitsverwaltung und ihr Management. In: Lange, Hans-Jürgen; Wendekamm, Michaela (Hrsg.): Die Verwaltung der Sicherheit. Wiesbaden: VS Verlag, 2018, S. 69–86.
- Formen und Folgen algorithmischer Public Governance. In: Mohabbat Kar, Resa; Thapa, Basanta; Parycek (Hrsg.): (Un)Berechenbar? Algorithmen und Automatisierung in Staat und Gesellschaft. Berlin: Kompetenzzentrum Öffentliche IT, 2018, S. 228–267.
- Zum Modethema Blockchain: Perspektiven auf die Blockchain: „Menschliche Beziehungen spielen keine Rolle mehr“. https://netzpolitik.org/2018/perspektiven-auf-die-blockchain-menschliche-beziehungen-spielen-keine-rolle-mehr/
- Transdisziplinäre Verwaltungswissenschaft. Verwaltung & Management 23 (2017), S. 115–127.
- Hrsg. mit Jörn von Lucke: Verwaltung, Informationstechnik & Management. Festschrift für Heinrich Reinermann zum 80. Geburtstag. Baden-Baden: Nomos edition Sigma, 2017.
- Die neuen Instrumente der weltweiten digitalen Governance. Verwaltung & Management 22, Heft 5 (2016), S. 227–240.
- Gedanken zur Gestaltung technikdurchtränkter Arbeitsorganisation. In: Frank Fuchs-Kittowski, Werner Kriesel (Hrsg.): Informatik und Gesellschaft. Festschrift zum 80. Geburtstag von Klaus Fuchs-Kittowski. Frankfurt am Main, Bern, Bruxelles, New York, Oxford, Warszawa, Wien: Peter Lang, 2016, S. 351–360.
- Hrsg. mit Dieter Klumpp und Günter Koch: Überwiegend Neuland. Zwischenbilanzen der Wissenschaft zur Gestaltung der Informationsgesellschaft. Berlin: edition sigma, 2014.
- mit Stefanie Köhl, Stefan Löbel, Tino Schuppan und Anna-Katharina Viehstädt: „Stein-Hardenberg 2.0“ – Architektur einer vernetzten Verwaltung mit E-Government. Berlin: edition sigma, 2014.
- mit Ulrich Meyerholt und Peter Wengelowski: Wissen managen in Staat und Verwaltung. Berlin: edition Sigma, 2014.
- Hrsg. mit Martin Brüggemeier: Bürokratieabbau im Verwaltungsvollzug. Better Regulation zwischen Go-Government und No-Government. Berlin: edition Sigma, 2011.
- mit M. Brüggemeier, A. Dovifat, D. Kubisch, C. Reichard, T. Siegfried: Organisatorische Gestaltungspotenziale durch Electronic Government. Auf dem Weg zur vernetzten Verwaltung. Berlin: edition Sigma, 2006.
- Der Staat am Draht. Electronic Government und die Zukunft der öffentlichen Verwaltung – eine Einführung. Berlin: edition sigma, 2004.
- Verwaltungsinformatik als Modernisierungschance. Strategien – Modelle – Erfahrungen. Aufsätze 1988–2003. Berlin: edition Sigma, 2004.
- Hrsg. mit Roland Traunmüller: Electronic Government. First International Conference, EGOV 2002 Aix-en-Provence, France, September 2002, Proceedings. Berlin u. a.: Springer, 2002.
- mit Gudrun Klee-Kruse: Multifunktionale Serviceläden. Ein Modellkonzept für die öffentliche Verwaltung im Internet-Zeitalter. Berlin: edition sigma, 2000 (Modernisierung des öffentlichen Sektors, Sonderband 15).
- mit Gudrun Klee-Kruse: Multifunktionale Serviceläden. Ein Modellkonzept für die öffentliche Verwaltung im Internet-Zeitalter. Berlin: edition sigma, 2000.
- mit Roland Traunmüller: Öffentliche Verwaltung und Informationstechnik. Perspektiven einer radikalen Neugestaltung der öffentlichen Verwaltung mit Informationstechnik. Heidelberg: Decker, 1999.
- Hrsg. mit Roland Traunmüller: Öffentliche Verwaltung und Informationstechnik ‑ Perspektiven einer radikalen Neugestaltung der öffentlichen Verwaltung mit Informationstechnik. Heidelberg: Decker, 1999.
- Hrsg. mit Rainer Prätorius: Eingriffsstaat und öffentliche Sicherheit. Beiträge zur Rückbesinnung auf die hoheitliche Verwaltung. Baden-Baden: Nomos, 1998.
- mit Rainer Prätorius: Eingriffsstaat und öffentliche Sicherheit. Beiträge zur Rückbesinnung auf die hoheitliche Verwaltung. Baden‑Baden: Nomos, 1998.
- mit Heinrich Reinermann und Roland Traunmüller: Informatik in Recht und Verwaltung. Entwicklung, Stand, Perspektiven. Heidelberg: Decker, 1997.
- Kriminalität: Politikversagen, Vollzugsdefizite oder Eigendynamik?. Werkstattbericht 17 der Gesellschaft für Programmforschung in der öffentlichen Verwaltung. Köln, 1995.
- mit Gudrun Klee‑Kruse: BürgerBüros als innovative kommunale Serviceagenturen. Heidelberg: Decker, 1995.
- Hrsg. mit Hans J. Barth: Politik und Prognose. Werkstattbericht 16 der Gesellschaft für Programmforschung in der öffentlichen Verwaltung. Köln, 1994.
- Programmforschung der Europäischen Gemeinschaft, Werkstattbericht 14 der Gesellschaft für Programmforschung in der öffentlichen Verwaltung. München, 1992.
- Neue Informationsdienste im Verhältnis von Bürger und Verwaltung. Heidelberg: Decker & Müller, 1990.
- Programme zur Technikentwicklung ‑ Technikentwicklung nach Programm? Werkstattbericht 12 der Gesellschaft für Programmforschung in der öffentlichen Verwaltung. München, 1990.
- mit Martin Brüggemeier, Margret Hehmann und Werner Willms: Bürgerinformationssysteme. Strategien zur Steigerung der Verwaltungstransparenz und der Partizipationschancen der Bürger. Opladen: Westdeutscher Verlag, 1990.
- Hrsg. mit Heinrich Reinermann, Herbert Fiedler, Klaus Grimmer und Roland Traunmüller: Neue Informationstechniken ‑ Neue Verwaltungsstrukturen? Heidelberg: Decker & Müller, 1988.
- mit Jürgen W. Goebel und Reinhard Schmalz: Das elektronische Informationsgeschäft. Rechts‑ und Organisationsprobleme im Zusammenhang mit dem Projekt OSIS (Open Shops for Information Services). Frankfurt:IDD Verlag, 1986.
- mit Heinrich Reinermann, Herbert Fiedler, Klaus Grimmer und Roland Traunmüller: Öffentliche Verwaltung und Informationstechnik. Berlin: Springer, 1985.
- mit Heinrich Reinermann, Herbert Fiedler und Klaus Grimmer: Organisation informationstechnikgestützter öffentlicher Verwaltungen. Berlin: Springer, 1981.
- mit Hans Brinckmann u. a.: Automatisierte Verwaltung. Eine empirische Untersuchung über die Rationalisierung der Steuerverwaltung. Frankfurt u. a.: Campus, 1981.
- Hrsg. mit Erhard Blankenburg: Organisation und Recht. Organisatorische Bedingungen des Gesetzesvollzugs. Jahrbuch für Rechtssoziologie und Rechtstheorie, Band 7. Opladen, 1980.
- Informationsrechte und Kommunikationspolitik. Darmstadt: Toeche‑Mittler, 1976.
- mit Hans Brinckmann, Klaus Grimmer und Dieter Rave: Verwaltungsautomation. Thesen über Auswirkungen automatisierter Datenverarbeitung auf Binnenstruktur und Außenbeziehungen der öffentlichen Verwaltung. Darmstadt: Toeche‑Mittler, 1974.
- Automated Information Management in Public Administration. OECD Informatics Studies 4. Paris, 1973.
- Hrsg. zusammen mit Wolfgang Kilian und Wilhelm Steinmüller: Datenschutz. Frankfurt am Main: Athenäum, 1973.